# Freddy Álvarez (calciatore)
Freddy Antonio Álvarez Rodríguez (Nicoya, 26 aprile 1995) è un calciatore costaricano, centrocampista del BG Pathum Utd.

## Carriera

### Club
Dopo aver giocato nella massima serie dei campionati costaricano e peruviano, il 28 luglio 2020 viene acquistato a titolo temporaneo dalla società macedone dello Shkupi.

### Nazionale
Ha giocato nelle nazionali giovanili costaricane Under-20 ed Under-23.

## Palmarès

### Club

#### Competizioni nazionali
- Campionato macedone: 1

Shkupi: 2021-2022
- Thai League Cup: 1

BG Pathum Utd: 2024